# Pryskyřník horomilný
Pryskyřník horomilný (Ranunculus breyninus) je druh rostliny z čeledi pryskyřníkovité (Ranunculaceae), z příbuzenstva pryskyřníku horského (Ranunculus montanus agg.).

## Popis
Jedná se o vytrvalou rostlinu dorůstající nejčastěji výšky 5–15 cm s krátkým oddenkem, který je v horní části hustě chlupatý až 4 mm dlouhými chlupy. Lodyha je přímá, víceméně nevětvená, chlupatá. Listy jsou střídavé, přízemní jsou dlouze řapíkaté, lodyžní jsou víceméně přisedlé. Čepele přízemních listů jsou zpravidla na obrysu okrouhlá, nejčastěji trojsečná s široce obvejčitými úkrojky. Čepele jsou přitiskle chlupaté s asi 6–12 chlupy na mm². Lodyžní listy jsou dvoj až pětisečné s čárkovitými až kopinatými úkrojky. Čepele jsou za mlada ve složeném stavu ohnuté směrem dolů. Květy jsou žluté, asi 12–25 mm v průměru, květní lůžko je chlupaté. Kališních lístků je 5, vně odstále chlupaté. Korunní lístky jsou žluté, je jich 5, na vrcholu trochu vykrojené. Kvete v květnu až v červenci. Plodem je nažka, na vrcholu zakončená velmi krátkým zobánkem. Nažky jsou uspořádány do souplodí v počtu asi 30–70. Počet chromozomů je 2n=16.

## Rozšíření
Pryskyřník horomilný roste v horách jižní až střední Evropy východně od 6° východní délky, jako jsou Alpy, Apeniny, Karpaty a hory Balkánu. Většinou obsazuje vápnité substráty a vyskytuje se v subalpínském až alpínském stupni, zřídka i montánním. V České republice neroste. Roste ale ve slovenských Karpatech, údajně i na hoře Vršatec v Bielych Karpatech, což je velmi blízko hranice s ČR.